# Springfield (Massachusetts)
Springfield è una città degli Stati Uniti d'America, capoluogo della contea di Hampden nello Stato del Massachusetts. È il quarto centro più popoloso del New England, terzo del suo Stato.
Dal 14 giugno 1870 è sede della diocesi di Springfield. È attraversata dal fiume Connecticut.

## Storia
La città è stata fondata nel 1636 da William Pynchon, in un'area precedentemente abitata dai nativi pocomtuc. Una parte della popolazione proviene dalle isole irlandesi Blasket, oggi disabitate. Springfield è situato vicino al fiume Connecticut, nei pressi della sua confluenza con altri tre affluenti. La città è situata a nord della prima cascata sul fiume Connecticut. Il terreno di Springfield è molto fertile per l'agricoltura.
George Washington fondò la "Springfield Armory" nel 1777. Per oltre 200 anni la "Springfield Armory" ha prodotto armi di piccolo calibro portando avanti innovazioni tecnologiche. Dopo la guerra con il Vietnam, la "Springfield Armory" è diventato un Parco Nazionale. Nel 1860 viene fondata la Milton Bradley Company, di Milton Bradley, pioniera nel campo dei giochi da tavolo.
Per diversi anni dopo la guerra civile americana, Springfield è stata la città più ricca pro capite negli Stati Uniti. Durante questo periodo, furono edificati molti palazzi nella città, perciò Sprigfield è soprannominata "La città dei palazzi". Il 20 settembre 1893 Charles e Frank Duryea effettuano il primo test su strada dell'automobile a benzina da loro prodotta che porterà alla nascita della Duryea Motor Wagon Company.
A Springfield fu inoltre fondata nel 1900 l'azienda motociclistica "Indian". Il 24 novembre 1995 a Springfield Aaron Lewis, Mike Mushok, Johnny April e Jon Wysocki si uniscono nel gruppo alternative metal degli Staind.

## Sport
A Springfield è legata la nascita di uno dei più popolari sport inventati alla fine dell'Ottocento: la pallacanestro. Ebbe infatti origine il 15 dicembre 1891 dall'idea di James Naismith, che lavorava in città e doveva trovare uno svago per i suoi studenti.
Il 17 febbraio 1968 viene aperta in città la Naismith Memorial Basketball Hall of Fame, in cui sono ricordate le più grandi personalità legate alla pallacanestro.
A Springfield hanno sede gli Springfield Armor, squadra che milita nella NBA D-League, e gli Springfield Falcons, squadra della American Hockey League.

## Università
Springfield è situata nel "Corridoio della conoscenza" del Massachusetts e Connecticut. All'interno della città di Springfield ci sono sei università: "Springfield College", "Western New England University," "American International University" "Tufts University School of Medicine," "Cambridge College" e "Springfield Technical College".
15 miglia a nord della città si trovano i "Cinque Collegi", annoverati tra le più prestigiose istituzioni degli Stati Uniti: "Amherst College," "Smith College," Mount Holyoke College", "University of Massachusetts", e "Collegio Hampshire."
Per concentrazione di istituti di istruzione superiore degli USA Springfield è al secondo posto. Nel "Corridoio Conoscenza," ci sono 32 università e più di 160.000 studenti universitari.

## Infrastrutture e trasporti
La città è servita dall'Aeroporto Internazionale Bradley. Si trova 12 miglia a sud di Springfield e 12 miglia a nord di Hartford (Connecticut).